# UFC Apex
L'UFC Apex (stylisé comme UFC APEX ) est un centre d'événements en direct et de production situé à Enterprise, dans le Nevada. Il est exploité et détenu par TKO Group Holdings (TKO). Le centre accueille des événements organisés par les deux divisions de TKO, l'Ultimate Fighting Championship (UFC) et la WWE, ainsi que des événements de la ligue Power Slap, propriété de Dana White. L'emplacement de l'établissement a été choisi en partie en raison de sa proximité avec l' UFC Performance Institute, qui sert de siège à l'UFC et est situé de l'autre côté de la rue. L'Apex a été construit pour accueillir des événements en direct ainsi que des spectacles en studio.

## Histoire
L'installation a été officiellement inaugurée le 18 juin 2019. À la suite de la pandémie de COVID-19, après trois événements à Jacksonville, tous les événements UFC basés aux États-Unis ont eu lieu à l'Apex à huis clos,,. Depuis janvier 2024, l'Apex continue d'accueillir certains événements Fight Night et autorise désormais un nombre limité de spectateurs publics. L'Apex présente la variante Octagon de 25 pieds de large généralement utilisée pour les événements et les lieux plus petits, par opposition à la version standard de 30 pieds de large. Alors que l'UFC a commencé à organiser la majorité de ses événements à l'Apex, les premières données de combat et les spéculations des fans ont suggéré que l'utilisation d'un octogone plus petit a donné lieu à des combats plus volumineux et plus rapides, ainsi qu'à davantage de finitions,.
Un article du Las Vegas Review-Journal indiquait fin janvier 2022 que l'UFC Apex prévoyait d'augmenter la capacité d'accueil jusqu'à 1 000 personnes, d'ajouter un service de restauration/alcool, des ventes de billets, une boutique de souvenirs, ainsi qu'un parking supplémentaire.